# Castianeira cecchii
Castianeira cecchii is een spinnensoort uit de familie van de loopspinnen (Corinnidae).
De wetenschappelijke naam van de soort werd in 1883 als Tylophora cecchii gepubliceerd door Pietro Pavesi.